# Tắc kè lùn Jaragua
Tắc kè lùn Jaragua (tên khoa học Sphaerodactylus ariasae) là một loài tắc kè nhỏ thuộc chi Sphaerodactylus. Nó là một trong hai loài bò sát nhỏ nhất trên thế giới hiện được biết đến (loài kia là tắc kè lùn quần đảo Virgin S. parthenopion). Loài tắc kè này chỉ có chiều dài từ 16 đến 18 mm tính từ đầu mũi đến gốc đuôi và có thể nằm gọn trong một đồng 25 xu Hoa Kỳ. Phạm vi phân bổ của chúng được cho là nằm ở Vườn quốc gia Jaragua nằm ở cực Tây Nam của Cộng hòa Dominicana và ở đảo Beata.
Loài bò sát này được mô tả lần đầu tiên bởi Blair Hedges, một nhà sinh học tiến hóa thuộc Đại học bang Pennsylvania và Richard Thomas, một nhà sinh học thuộc Đại học Puerto Rico trên tập san Caribbean Journal of Science kỳ tháng 12 năm 2001.
Tên khoa học của tắc kè lùn Jaragua được đặt nhằm vinh danh nhà bò sát học Yvonne Arias, lãnh đạo của tổ chức bảo tồn Grupo Jaragua của CH Dominicana, người tổ chức các hoạt động bảo vệ môi trường tại Vườn quốc gia Jaragua.